# Procurador de São Francisco
O Procurador da Cidade de São Francisco é uma posição eleita para a Cidade e Condado de São Francisco na Califórnia. Quando a cidade e o condado foi consolidado resultou na unificação governamental fazendo com que as posições de Procurador Municipal e Procurador do Condado fossem unificadas, porém apesar disso ambas são posições separadas e de propósitos diferentes.
O Procurador é auxiliado por um número de Procuradores Assistentes. 

## História
O atual cargo de Procurador foi criado em 1899, quando os antigos escritórios do Procurador Municipal e do Procurador do Condado foram unificados; Franklin Knight Lane foi o primeiro procurador eleito sob o novo regime.
A primeira mulher a ocupar esse cargo foi Louise Renne em 1986, nomeada pela prefeita Dianne Feinstein, após a morte do antigo Procurador.

## Lista de Procuradores
- Dennis Herrera[2] (2002- presente)
- Louise Renne (1986 - 2001)
- George Agnost (1977 - 1986)
- Thomas Martin O'Connor (1961 - 1977)
- Dion R. Holm (1949 - 1961)
- John J. O'Toole (1926 - 1949)
- George Lull (1916 - 1926)
- Percy V. Long (1908-1916)
- William J. Burke (1906 - 1908)
- Percy V. Long (1902-1906)
- Franklin Knight Lane (1899 - 1902)

### Procuradores antes da fusão
- Harry T. Creswell (1893 - 1898)
- Frank M. Pixley (1851 - 1852)